# Flusshaie
Die Flusshaie (Glyphis) sind eine Gattung der Requiemhaie (Carcharhinidae). Sie umfasst aktuell fünf Arten, die bevorzugt im Süß- und Brackwasser großer Flüsse leben.

## Aussehen und Merkmale

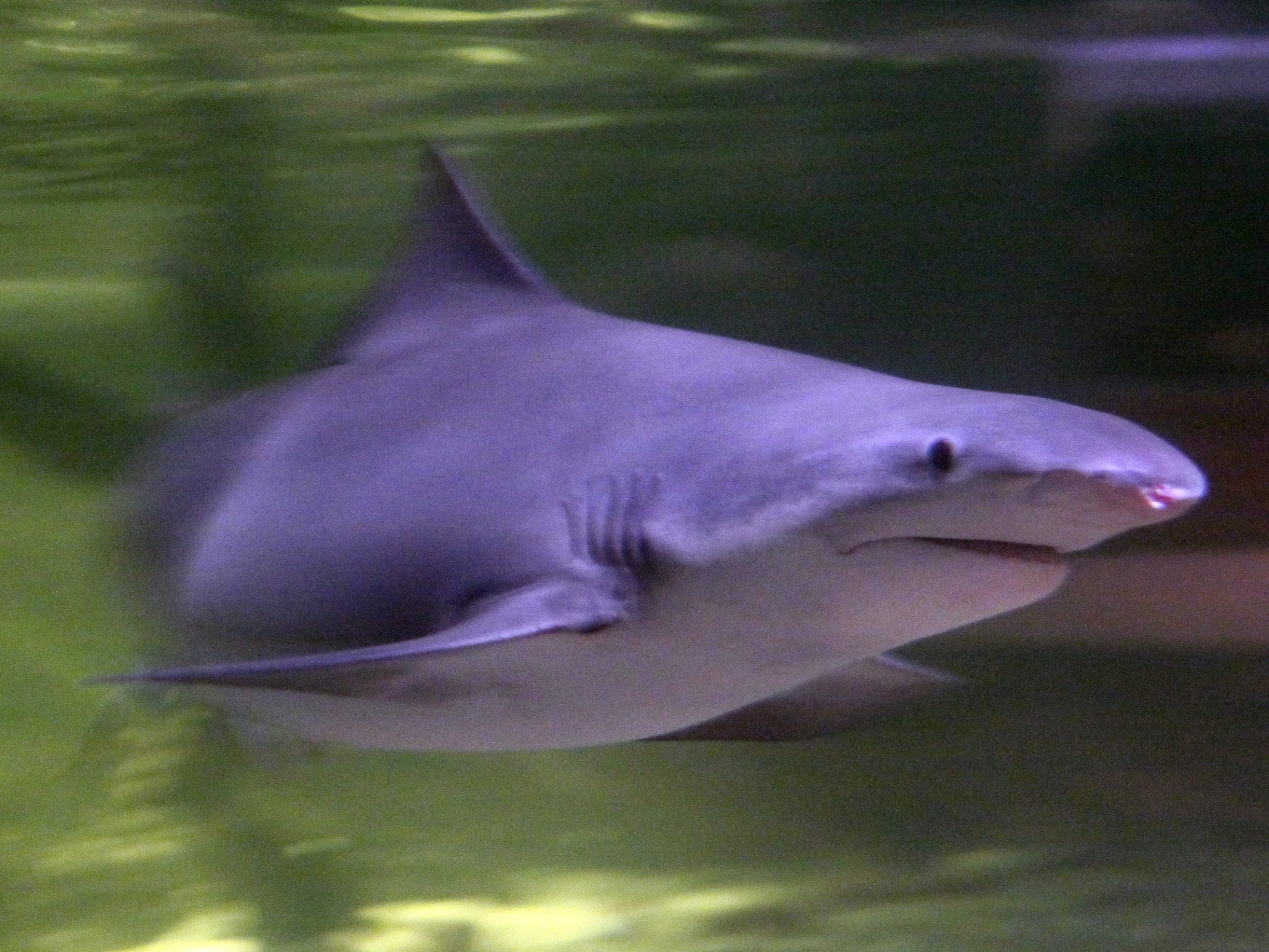
Ein Speerzahnhai im Aquarium von Melbourne

Die meist zwischen einem und bis maximal drei Meter langen graubraun gefärbten Glyphis-Arten sehen in ihrer Gestalt den Vertretern der Gattung Carcharhinus sehr ähnlich, in die sie ursprünglich ebenfalls eingeordnet wurden. Sie besitzen wie diese eine Afterflosse und zwei Rückenflossen, von denen die vordere größer ist als die hintere, und zeichnen sich zudem durch fünf Kiemenspalten, rundliche Augen mit speziellen Augenlidern und klingenartige einspitzige Zähne aus. Außerdem besitzen auch sie kein Spritzloch, die Schneiden der Oberkiefer sind gesägt, die des Unterkiefers allerdings schmal und lang und nur an den Spitzen gesägt. Die zweite Rückenflosse ist deutlich höher als bei den Carcharhinus-Arten, außerdem ist die obere Grube des Schwanzstieles eine Längsgrube während die Carcharhinus-Arten eine halbmondförmige Grube haben.

## Lebensweise
Glyphis-Arten sind starke Schwimmer und ernähren sich räuberisch wahrscheinlich von verschiedenen Fischen, allerdings ist dies nur sehr wenig erforscht. Auch weitere Einzelheiten ihrer Lebensweise sind weitgehend unbekannt, von dem Gangeshai wird angenommen, dass er seine Jungen wahrscheinlich im Süßwasser bekommt, die Weibchen sind lebendgebärend. Dokumentierte Angriffe dieser Art auf Menschen oder Leichenfraß ist wahrscheinlich auf eine Verwechslung mit dem Stier- oder Bullenhai (Carcharhinus leucas) zurückzuführen, der ebenfalls im Süßwasser vorkommen kann.

## Verbreitung
Der Gangeshai lebt in den Mündungsgebieten großer Flüsse der westbengalischen Region wie dem Ganges und dem Hugli, vielleicht auch in Pakistan (evtl. Verwechslung mit dem Bullenhai). Der Speerzahnhai lebt in den Küstenregionen von Neuguinea und des nördlichen Australien. Die anderen Arten kommen an der Mündung des Irrawaddy in Birma, an der Küste des nordöstlichen Kalimantan, im Fly River in Neuguinea und an der Küste des nördlichen Australien vor.

## Systematik
Heute werden für die Gattung Glyphis fünf Arten angenommen, von denen zwei früher dem Speerzahnhai zugeordnet wurden. Da sich die Populationen des Speerzahnhais allerdings deutlich durch die Anzahl der Rückenwirbel unterscheiden, ist nicht vollständig geklärt, ob es sich um eine oder um mehrere Arten handelt. Compagno u. a. 2005 nehmen drei weitere, noch unbeschriebene Arten im Bereich des Indopazifiks an von denen Glyphis garricki im Jahr 2008 von Compagno, White und Last sowie der Borneo-Flusshai (Glyphis fowlerae) im Jahr 2010 von Compagno, White und Cavanagh beschrieben wurde. Die verbleibende, unbeschriebene Art ist bisher von den Küsten von Bangladesch und Borneo bekannt und die basale Schwesterart aller anderen Flusshaie.
- Borneo-Flusshai (Glyphis fowlerae), wahrscheinlich keine eigenständige Art, sondern eine Population von Glyphis gangeticus[5]
- Gangeshai (Glyphis gangeticus)
- Glyphis garricki
- Speerzahnhai (Glyphis glyphis)
- Irrawaddy-Flusshai (Glyphis siamensis), wahrscheinlich keine eigenständige Art, sondern eine Population von Glyphis gangeticus[5]
- Glyphis sp. Bangladesch und Borneo[5]

## Belege
1. ↑  Compagno u. a., S. 309–312.
2. ↑  
L. J. V. Compagno, W. T. White, P. R. Last: Glyphis garricki sp. nov., a new species of river shark (Carcharhiniformes: Carcharhinidae) from northern Australia and Papua New Guinea, with a redescription of Glyphis glyphis (Müller & Henle, 1839). In: P. R. Last, W.T. White, J.J. Pogonoski (Hrsg.): Descriptions of new Australian Chondrichthyans. CSIRO Marine and Atmospheric Research, 2008, ISBN 978-1-921424-18-2, S. 203–226.
3. ↑  
L. J. V. Compagno, W. T. White, R. D. Cavanagh: Glyphis fowlerae sp. nov., a new species of river shark (Carcharhiniformes; Carcharhinidae) from northeastern Borneo. In: P. P. Last, W. T. White, J. J. Pogonoski (Hrsg.): Descriptions of new sharks and rays from Borneo. (CSIRO Marine and Atmospheric Research Paper no. 32), S. 29–44. (Volltext; PDF; 7,6 MB)
4. ↑  Datenblatt beim Australian Department of the Environment, Water, Heritage and the Arts, Canberra
5. 1 2 3 4  
Chenhong Lia, Shannon Corrigan, Lei Yang, Nicolas Straube, Mark Harris, Michael Hofreiter, William T. White and Gavin J. P. Naylorb: DNA capture reveals transoceanic gene flow in endangered river sharks. PNAS, Oktober  2015, Band 112, Nr. 43, S. 13302–13307, doi: 10.1073/pnas.1508735112